# 周泓余
周泓余（しゅう おうよ、2002年7月1日 - ）は、中国の囲碁棋士。湖南省長沙市出身、中国囲棋協会所属、六段。新人王戦、女子名人戦優勝、呉清源杯世界女子囲碁選手権優勝など。

## 経歴
5歳の時に、湖南省棋類協会青少年囲棋奕戦教室で囲碁を学び、朱毅五段らに指導を受ける。2010年に湖南省迎春杯少年児童囲棋戦にてアマ五段を認められた。2011年より国家少年隊の湖南出身黄奕中七段の紹介で野狐道場、葛玉宏道場で学ぶ。2014年12歳で、岳陽市で行われた国藩杯全国アマチュア囲棋オープン戦の女子部1位となる。2015年には黄河杯全国アマチュア囲棋オープン戦の女子部優勝。同年初段。同年女子甲級リーグに参加し、芮廼偉、李赫、宋容慧を破って注目を集めた。また建橋杯戦ベスト8、全国智力運動会で湖南省チームで出場。
2016年二段、国家囲棋隊入り。2017年三段。2018年穹窿山兵聖杯ベスト8、博思软件杯中国新秀赛ベスト8、女子名人戦ベスト4、四段。
2019年に男女混合の新人王戦決勝に進み、陳豪鑫に2-0で勝ち、女流棋士として於之瑩についで二人目の優勝。またこの時に昇段点に達して五段昇段。穹窿山兵聖杯で準優勝、同年六段。2020年に女子名人戦優勝、呉清源杯世界女子囲碁選手権決勝で於之瑩を2-1で破って優勝。2021年建橋杯女子囲棋公開戦優勝。2022年にグロービス杯3位、湖盤杯世界女子囲碁覇王戦で中国の副将として出場し上野愛咲美を破り中国優勝を果たした。
女子甲級リーグでは、蕪湖市チームなどで出場し、2018年は11勝7敗の成績で最優秀進歩賞。2024年丙級リーグ出場。中国囲碁棋士ランキングでは、2019年10月103位、2022年3月52位。

### タイトル歴
国際棋戦
- 呉清源杯世界女子囲碁選手権 2020年
- 黄龍士杯 2024年

国内棋戦
- 海克力斯杯中国囲棋新人王戦 2019年
- 閬中古城杯中国女子囲棋名人戦 2020年
- 建橋杯女子囲棋公開戦 2021年
- 全国囲棋個人戦女子部 2022年
- 中国祁紅女子囲棋世界冠軍争覇戦 2023年 2-0 於之瑩

### 他の棋歴
国際棋戦
- 穹窿山兵聖杯世界女子囲碁選手権 2019年準優勝
- SENKO CUPワールド碁女流最強戦 2023年準優勝
- グロービス杯世界囲碁U-20 2022年3位
- 呉清源杯世界女子囲碁選手権 2023年ベスト4
- 聶衛平杯囲碁ユースマスターズ 2022年ベスト8
- 黄竜士精鍛科技杯世界女子囲棋団体戦
  - 2017年 1-1（◯宋彗領、×牛栄子）
  - 2018年 1-1（◯呉侑珍、×藤沢里菜）
  - 2019年 2-1（◯金彩瑛、×藤沢里菜、×呉侑珍）
- おかげ杯国際新鋭対抗戦 2019年団体戦準優勝
- 議政府国際囲碁新鋭団体戦 2022年 2-1（○金恩持、×仲邑菫、○林鈺娗）
- 湖盤杯ソウル新聞世界女子囲碁覇王戦 2022年 1-0（○上野愛咲美）

国内棋戦
- 全国囲棋個人戦女子部 2018年6位、2019年5位
- 全国女子囲棋国手戦 2023年準優勝
- 全国智力運動会 2019年女子団体戦3位（浙江省）、2023年女子団体優勝
- 浙江平湖・当湖十局杯国家女子囲棋隊VS国家少年囲棋隊対抗戦 2021年 4-3[1]
- 中国女子囲棋甲級リーグ戦
  - 2015年（蕪湖華益閥門）3-5
  - 2016年（洛陽君河湾）10-8
  - 2017年（蕪湖華益閥門）8-10
  - 2018年（蕪湖華益閥門）11-7（最佳進歩賞）
  - 2019年（安徽馬頭牆酒）16-2（最多勝）
  - 2020年（山西書海路鑫）11-6
  - 2021年（杭州雲林決破）16-2
  - 2023年（杭州雲林決破）13-5
  - 2024年（杭州雲林決破）
- 全国囲棋選手権戦（丙級）
  - 2024年（杭州智力文化）3-4

## 注
1. ↑  弈城围棋「於之莹鼠标故障意外告负 女队VS国少对抗全部结束」2021.12.10